# Suzuya (1937)
El Suzuya (鈴谷?) fue un crucero pesado (reconvertido) de la clase Mogami perteneciente a la Armada Imperial Japonesa, fue botado en los astilleros de Yokosuka, Kobe en 1934.  El nombre Suzuya fue en remembranza del río Suzuya existente en Karafuto, Sajalín.

## Construcción y características

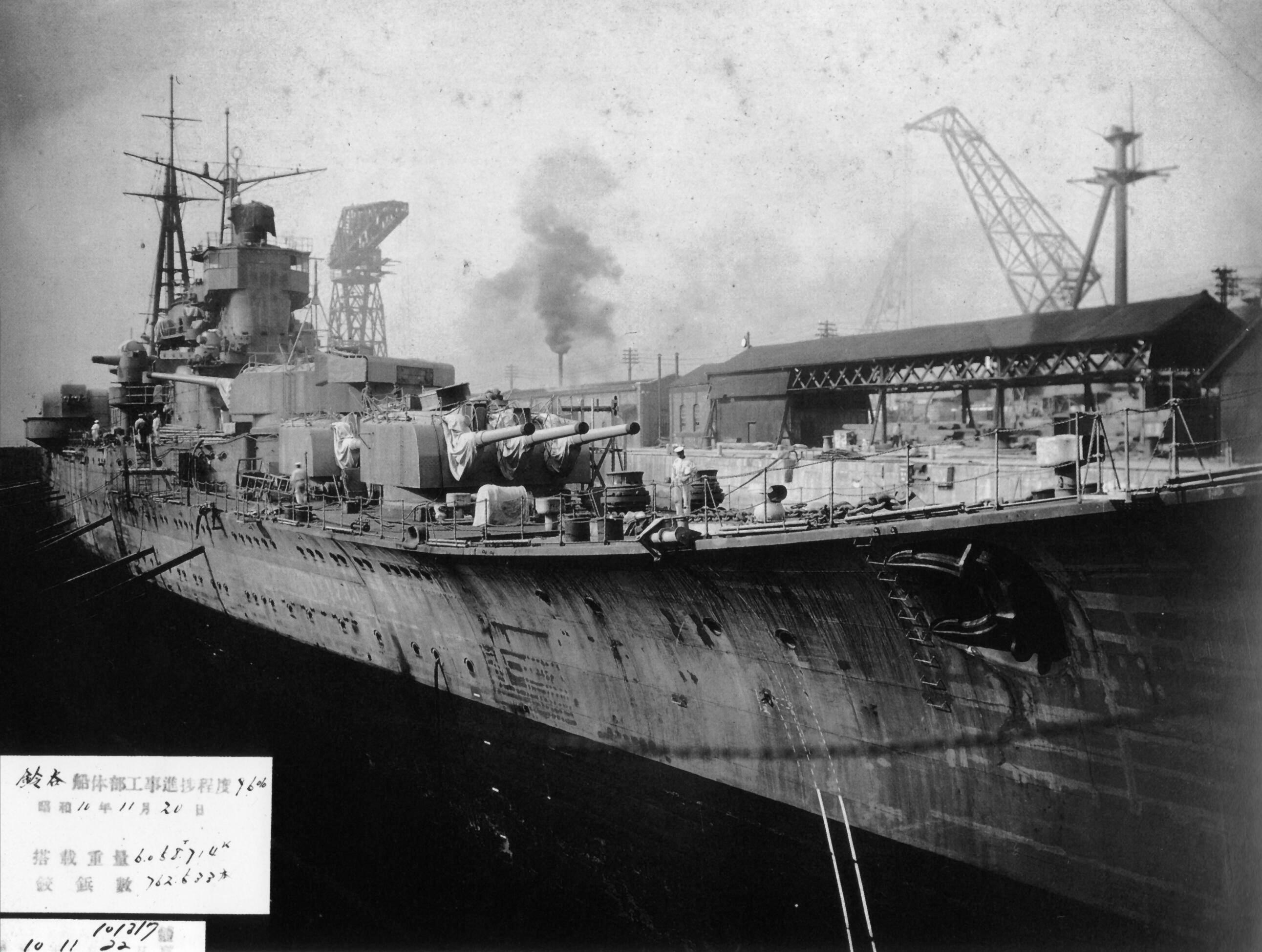
El Suzuya en fase de terminación en 1935.

Construido bajo el Programa de Suplementos de Armamento Naval Maru-1 fue originalmente botado como un crucero ligero, portando sus torretas triples de 155 mm, en acuerdo al Tratado Naval de Washington.
El Suzuya y su buque hermana, el Kumano fueron remodelados en grada debido a los defectos acusados en sus dos buques hermanas Mogami y Mikuma en los que por un tema de ahorro de peso, su estructura no tenía una buena calidad de soldadura y por ende la resistencia debida, de hecho, las piezas del casco se separaban después de cada andanada,  asimismo su estabilidad era deficiente en mar gruesa, por lo cual tuvo que ser reformado. 
Su planta propulsora le permitía obtener una velocidad de 37 nudos en el inicio, pero luego de las modificaciones que sufrió, su velocidad nominal se redujo a 34,9 nudos.  Poseía doble timón de deriva y una característica arrufadura a proa y popa.
La remodelación de la clase Mogami para mejorar su desempeño tuvo altos costos pero finalmente el Suzuya y asimismo sus buques hermanas fueron considerados como uno de los cruceros más rápidos y mejor armados y blindados del mundo. 
Inicialmente clasificado como un crucero ligero al momento de su botadura, fue reasignado como crucero pesado siendo remodelado y equipado en su armamento principal con torretas dobles de 205 mm en sustitución de las triples de 155 mm en 1939.

## Historial operativo
Su historial operativo es paralelo al crucero Kumano con quien compartió la mayoría de los escenarios en el Frente del Pacífico como parte de la 7a. división de cruceros.
El Suzuya fue comisionado en octubre de 1937 desde los astilleros de Yokusuka en la prefectura de Kanagawa;  su primer comandante fue Yaichiro Shibata.
Fue adscrito a la 7a. flota de cruceros (Sentai) junto a sus buques hermanos de la clase. 
En diciembre de 1939 se reclasificó como crucero pesado al serle sustituidas sus torretas principales triples de 155 mm por duales de 203 mm.
Entre enero y agosto de 1941 participó en aguas de Hainan en China y en las costas de Vietnam como una demostración de poder militar a las fuerzas de Francia en el  conflicto franco tailandés.

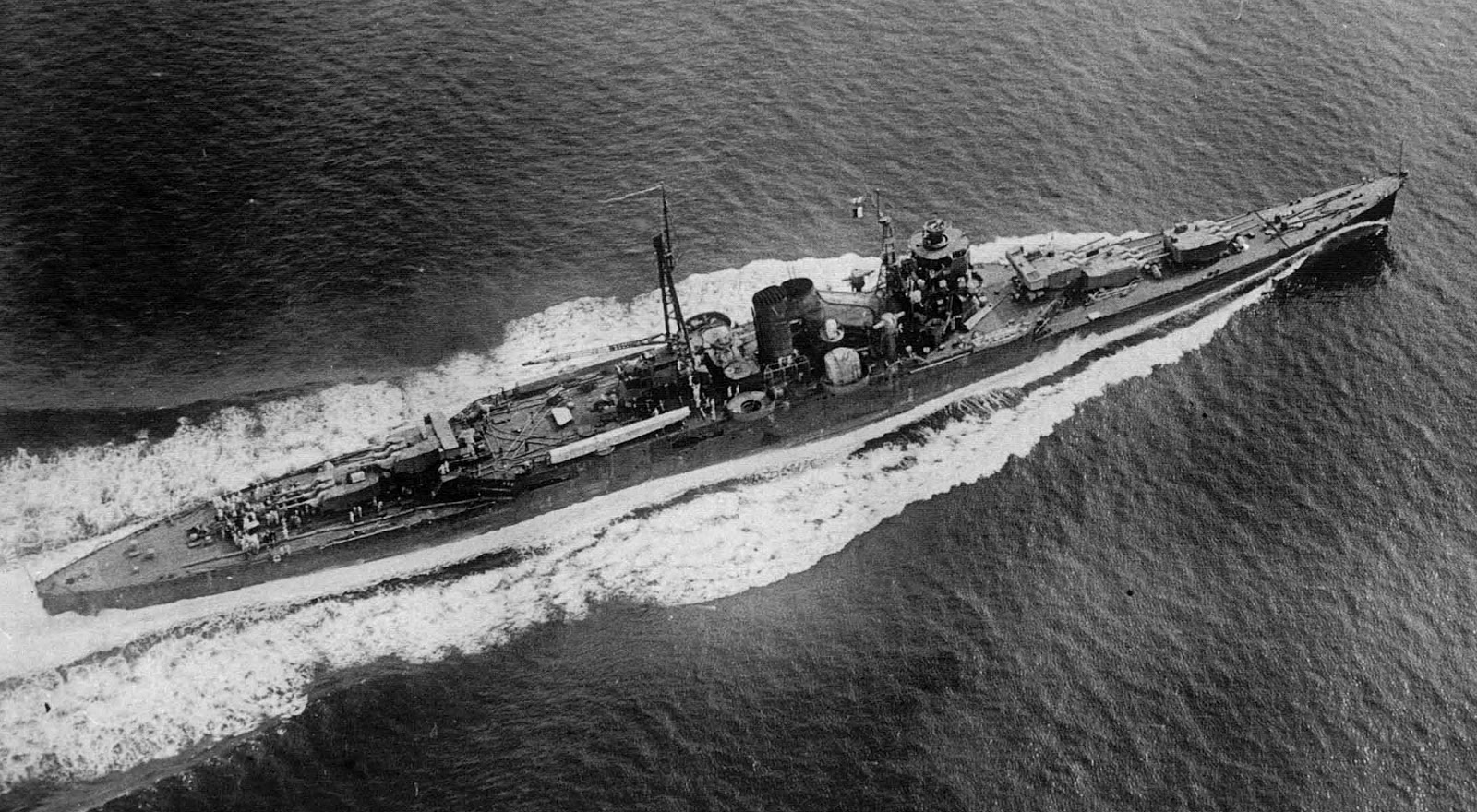
El Suzuya durante sus pruebas de mar como crucero ligero (1935).

Tras el Ataque a Pearl Harbor, el 8 de diciembre participó en la Operación Malaya y prestó cobertura a los desembarcos en Kota Bharu  en el Golfo de Siam, estando en estas circunstancias,  recibió órdenes de interceptar a la Fuerza Z en ruta a su área de operaciones, tanto el Suzuya como el Kumano enviaron sus aviones de exploración en la búsqueda de esta fuerza hasta quedarse sin combustible, solo la tripulación del avión del Suzuya fue rescatada con vida.
La orden es cancelada tras la destrucción de esta fuerza inglesa por ataque aéreo. 
Entre fines de marzo y abril de 1942, el Suzuya como parte de la 7a. división de cruceros formó parte de la Operación C o Raid al Océano Índico, aportando sus aviones como exploradores. 
La fuerza expedicionaria del sur bajo el mando de Chuichi Nagumo atacan el área de Colombo constituyendo la fuerza principal de ataque.
La otra fuerza, la llamada 2a. Fuerza expedicionaria del norte bajo el mando de Jisaburō Ozawa irrumpe por el sur de las islas Andamán. 
El Suzuya y el Kumano formaron una parte de esa fuerza e irrumpieron en la bahía de Bengala, ambos cruceros junto al destructor Shirakumo atacaron a un convoy mercante británico en la costa de Visakhapatnam y hundieron a cañonazos 5 barcos con un total de registro de 35.754 toneladas. En total, la fuerza de Osawa hundió 23 barcos mercantes aliados con un total de registro bruto de 93.247 t.
En junio de ese año participó en la batalla de Midway como buque insignia del almirante Takeo Kurita, la división recibió órdenes de bombardear la isla.  La aproximación ocurrió en la madrugada del 5 de junio; pero fue cancelada abruptamente cuando el objetivo estaba casi a la vista, el Kumano y el Suzuya abandonaron el área , pero el crucero Mikuma y el Mogami se embistieron accidentalmente, el Mikuma resultó bombardeado y hundido y el Mogami fue bombardeado pero logró salir del alcance aéreo, debido a esto, la 7a. División quedó reducida solo a dos cruceros operativos y se tuvo que complementar con la 8a. división de cruceros (Tone y Chikuma).
Entre junio y julio de 1942 operó en Singapur.
El 29 de julio de 1942, el Suzuya y el  Kumano fueron atacados por el submarino holandés (O-23), pero en este ataque a gran distancia resultó fallido, el submarino holandés logró escapar a pesar de darle una caza submarina sostenida.
Entre julio y noviembre de ese año, el Suzuya operó entre Truk y Kure como parte de la 3a. Flota del almirante Chuichi Nagumo. Recurrentemente fue usado como transporte de tropas.
En enero de 1943 estando en Kure se le dotó de un radar antiaéreo tipo 21 y realizó operaciones en el área de Truk- Rabaul operando como transporte de tropas.
De retorno en Kure en abril de 1943 se le realizaron modificaciones a su armamento antiaéreo sustituyendo ametralladoras duales por montajes triples tipo 96 y se le mejoró su sistema de radar a su equipamiento. Sus escotillas y ojos de buey del casco fueron soldados.
Posteriormente fue enviado a Truk hasta fines de 1943.
Desde enero a junio de 1944 sirvió como transporte de tropas entre Lingga y Rabaul.
Retornó a Kure el 25 de junio de ese año para reparaciones y modificaciones adicionándosele dos radares, el tipo 13 y tipo 22. 
En septiembre de 1944 asumió el mando quien sería su último comandante, el capitán Masao Teraoka.

### Hundimiento
Durante el transcurso de la batalla del golfo de Leyte, el 25 de octubre de 1944, fue parte de la fuerza principal de Takeo Kurita y estando en acción frente a Samar junto al Kumano en misión de remate de unidades enemigas cañoneadas, fue bombardeado y torpedeado por aeronaves de la Task Force 3. Una de las bombas penetró la cubierta de botes e impactó la plataforma de torpedos, haciéndolos explosionar y destruyendo el reducto central. El Suzuya quedó al garete y después de 3 horas de lucha por parte de su tripulación, finalmente dio la vuelta y se hundió. Solo se salvaron 401 hombres de los 850 que componían su tripulación, entre los salvados estaba incluido el capitán Teraoka.